# Белоголовый дятел
Белоголовый дятел (лат. Leuconotopicus albolarvatus) — вид птиц из семейства дятловых.

## Описание
Длина тела около 20 см. Тело чёрное без пестрин, голова белая. Белые первостепенные маховые перья образуют в полете полумесяц. У самцов есть красное пятно на затылке.

## Распространение
Распространены в западной части Северной Америки от Британской Колумбии до Калифорнии. Встречаются на высоте до 3200 м.

## Подвиды
Выделяют два подвида:
- L. a. albolarvatus (Cassin, 1850) — распространен от Британской Колумбии до юго-запада США
- L. a. gravirostris (Grinnell, 1902) — встречается на юге Калифорнии